# Liu Ming-huang
Liu Ming-huang (17 de setembro de 1984) é um arqueiro taiwanês, medalhista olímpico.

## Carreira
Liu Ming-huang representou seu país nos Jogos Olímpicos em 2004, ganhando a medalha de prata por equipes em 2004. 